# Karssjön, Östergötland
Karssjön är en sjö i Finspångs kommun i Östergötland och ingår i Motala ströms huvudavrinningsområde.